# Mühlenbecker Land
Mühlenbecker Land é um município da Alemanha, situado no distrito de Oberhavel, no estado de Brandemburgo. Tem 52,35 km² de área, e sua população em 2019 foi estimada em 15.308 habitantes.